# Oberdorf (Nidwalden)
Oberdorf is een gemeente en plaats in het Zwitserse kanton Nidwalden.
Oberdorf telt 2961 inwoners en ligt aan de ingang van het dal van Engelberg iets ten zuidoosten van Stans. Het dorp ligt aan de voet van de Stanserhorn.